# Don Ashby Memorial Trophy
Il Don Ashby Memorial Trophy è stato un premio annuale assegnato dal 1976 al 1983 dalla Central Hockey League a un giocatore poco noto ma che si è distinto con merito sul campo. Il trofeo fu chiamato così in ricordo di Don Ashby, giocatore scomparso in un incidente stradale al termine della stagione 1980-81.
Prima del 1981 il trofeo si chiamava semplicemente Iron Man Award.

## Vincitori
| Iron Man Award            | Iron Man Award | Iron Man Award          |
| Stagione                  | Giocatore      | Squadra                 |
| ------------------------- | -------------- | ----------------------- |
| 1976-77                   | Glen Surbey    | Tulsa Oilers            |
| 1977-78                   | Duane Wylie    | Dallas Black Hawks      |
| 1978-79                   | Floyd Thomson  | Salt Lake Golden Eagles |
| 1979-80                   | Darcy Regier   | Indianapolis Checkers   |
| 1980-81                   | Kevin Devine   | Indianapolis Checkers   |
| Don Ashby Memorial Trophy |                |                         |
| Stagione                  | Giocatore      | Squadra                 |
| 1981-82                   | Reg Thomas     | Cincinnati Tigers       |
| 1982-83                   | Don Laurence   | Indianapolis Checkers   |